# ليبرالية خضراء

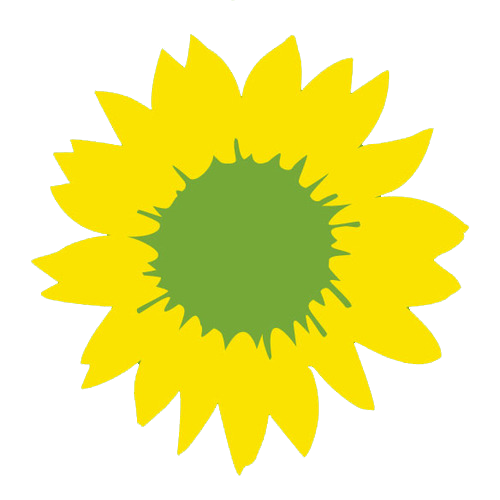

الليبرالية الخضراء أو حماية البيئة الليبرالية هي الليبرالية التي تنطوي على السياسة الخضراء (البيئية) في أيديولوجيتها. عادةً ما يكون الليبراليون الخضر ليبراليين في القضايا الاجتماعية و«خضرًا» في القضايا الاقتصادية. صاغ مصطلح «الليبرالية الخضراء» الفيلسوف السياسي مارسيل ويسنبرغ في كتابه الذي نُشر في عام 1998 «ليبرالية خضراء: المجتمع الحرّ والأخضر». يجادل بأن الليبرالية يجب أن ترفض فكرة منح حقوق ملكية مُطلقة، وأن تسمح بفرض قيودٍ تحدّ من حرية إساءة استغلال الطبيعة والموارد الطبيعية. ومع ذلك، يرفض ويسنبرغ التحكم في النمو السكاني وأي سيطرة على توزيع الموارد بما لا يتعارض مع الحرية الفردية، وبدلًا من ذلك يفضّل التحكّم في جانب العرض: إنتاج أكثر فعالية وفرض قيودٍ على الإنتاج والاستغلال المفرطين. تهيمن وجهة النظر هذه على الحركة، على الرغم من أن النقاد يقولون إنها في واقع الأمر ترتّب أولوية الحريات الفردية فوق الاستدامة.

## الفلسفة
تقدّر الليبرالية الخضراء الأرض تقديرًا كبيرًا، وتؤكّد على أهمية الحفاظ على الكوكب ليصل إلى الجيل التالي دون أن يصيبه الضرر. تقبل الليبرالية الخضراء فكرة أن العالم الطبيعي في حالة تدفّق ولا يسعى إلى الحفاظ على العالم الطبيعي كما هو. ومع ذلك، تسعى إلى تقليل الأضرار إلى أدنى حدٍّ من تلك التي تُحدثها الأنواع البشرية على العالم الطبيعي والمساعدة في تجديد المناطق المتضرّرة. تسعى الليبرالية الخضراء إلى دمج المؤسسات الديمقراطية الليبرالية ومبادئ مثل المساواة وحرية الفرد مع وسائل الحماية البيئة التي تسعى إلى الحدّ من التهديدات الرئيسية للبيئة مثل الاستهلاك المفرط وتلوّث الهواء.
فيما يتعلّق بالقضايا الاقتصادية، يتخذ الليبراليون الخضر مكانًا ما بين الليبرالية الكلاسيكية (في الوسط/يمين الوسط) والليبرالية الاجتماعية (في الوسط/يسار الوسط): قد يحبّذ الليبراليون الخضر مشاركة حكومية أقلّ بقليل من مشاركة الليبراليين الاجتماعيين، ولكن مشاركة أكثر بكثير من مشاركة الليبراليين الكلاسيكيين. يمارس بعض الليبراليين الخضر بيئية السوق الحرة، وبالتالي يتشاطرون بعض القيم مع الليبرالية الكلاسيكية اليمينية أو الليبرتارية. ويعتبر هذا أحد الأسباب القليلة التي تجعل التحالف الأزرق والأخضر ممكنًا في السياسة.
خصّص المؤرّخ كونراد راسل، وهو عضو ليبرالي ديمقراطي بريطاني في مجلس اللوردات،  فصلًا كاملًا من كتابه «دليل الشخص الذكي إلى الليبرالية» تحدّث فيه عن الليبرالية الخضراء. رغم ذلك، من صاغ مصطلح «الليبرالية الخضراء» بالمعنى الأدبي هو الفيلسوف السياسي مارسيل ويسنبرغ في كتابه الذي نُشر عام 1998 بعنوان «الليبرالية الخضراء: المجتمع الحر والأخضر»، من بين آخرين.

### الديمقراطيون الأحرار الخضر
سبق وجود مجموعة ليبرالية خضراء في المملكة المتحدة كتاب ويسنبرغ بعشر سنوات على الأقل عندما تشكّلت مجموعة ضغط داخل الديمقراطيين الأحرار المتّحدة حديثًا في اجتماع عُقد في نوتنهام وتحدّث باسمها (كمتحدث رئيسي) النائب في البرلمان سيمون هيوز. انبثق الديمقراطيون الليبراليون الخضر من هذا الاجتماع الافتتاحي الذي نظّمه رئيس مجموعة علم البيئة الليبرالية (LEG)، الموجودة سابقًا والتي جرى تأسيسها قبل أحد عشر عامًا في عام 1977. كان كيث ميلتون، أحد أوائل أعضاء (LEG) (كان اسم المجموعة الطويل هو مجموعة علم البيئة الليبرالية للإصلاح الاقتصادي والاجتماعي)، في فترة الاتحاد بين الحزب الليبرالي والحزب الديمقراطي الاجتماعي في عام 1988، محاضرًا كبيرًا في التسويق الدولي في جامعة نوتنغهام ترنت، لذلك كان من المنطقي أن يُعقد هذا الاجتماع في نوتنغهام. كان معظم المندوبين في هذا الاجتماع أعضاءً في (LEG)، على الرغم من وجود فريق متواضع يمثّل «المجموعة الخضراء» التابعة للحزب الديمقراطي الاجتماعي.
كانت مجموعة علم البيئة الليبرالية تنظّم حملات داخل الحزب الليبرالي لسنوات، وتضغط من أجل استراتيجية نموٍ صفري مختلفة للاقتصاد، وفقًا للفلسفة المُوضّحة في تقرير نادي روما «قيود النمو». شنوا حملات تتعلّق بقضايا تلوّث الهواء، ودعوا إلى حظر الرصاص في البنزين على سبيل المثال وحظر مركبات الكربون الهيدروفلورية التي كان معروفة بإسهامها في الضرر على طبقة الأوزون.
كان الديمقراطيون الليبراليون الخضر مجموعة ضغط نشطة للغاية داخل حزب الديمقراطيين الليبراليين على مرّ السنين، وفي عام 2018، احتفلوا بمرور 30 عامًا على وجودهم خلال مؤتمر عُقد أيضًا في نوتنهام، نظّمه أيضًا كيث ميلتون وأيضًا كان (السير حينها) سيمون هيوز المتحدث الأوّل. برزت أهمية المجموعة وتأثيرها على الحزب بفضل متحدثين رئيسين آخرين في المؤتمر الذي عُقد عام 2018، بما في ذلك ربع النواب البرلمانيين الديمقراطيين الحاليين في مجلس العموم. صرّح السير إد ديفي (إدوارد ديفي) عضو مجلس النواب بالأثر البيئي للديمقراطيين الليبراليين في سنوات الائتلاف، حيث أنشأ مصرف الاستثمار الأخضر (أقدمت حكومة المحافظين على بيعه لاحقًا).
أقدم النائب ويرا هوبهاوس على تحديث المنهج الأخضر لتلوث الهواء، والنائب البرلماني السير فينس كيبل، زعيم الليبراليين الديمقراطيين والأستاذ الفخري للاقتصاد بجامعة نوتنهام، تكفّل في مراجعة كيفية صمود مفهوم التنمية المستدامة أمام مصائب الزمن. كان كيبل أحد المؤلفين المشاركين لتقرير لجنة بروندتلاند في عام 1987 والذي قدّم لأول مرة مفهوم التنمية المستدامة، التي كان غرو هارلم بروندتلاند، رئيس اللجنة (ورئيس وزراء النرويج ثلاث مرات)، يناصرها.
كان من أهم النجاحات المبكرة للديمقراطيين الليبراليين الخضر، ورئيسها الجديد، كيث ميلتون، التأكد من أن ديباجة دستور الديمقراطيين الليبراليين تحتوي على إشارة أساسية إلى القضايا الخضراء التي تعتبر محور اهتمام الحزب مع ظهور الجملة التالية على الفور بعد الفقرة الأولى التي تحدّد الفلسفة الليبرالية: «نعتقد أن كل جيل مسؤول عن مصير كوكبنا، وعن طريق الحفاظ على توازن الطبيعة والبيئة، وعن استمرارية الحياة بجميع أشكالها على المدى الطويل».  
وضع الحزب الليبرالي الكندي بقيادة ستيفان ديون البيئة في مقدمة جدول أعماله السياسي، واقترح فرض ضريبة بيئية وتحويلًا ضريبيًا يسمّى التحوّل الأخضر. وبالمثل، اعتمد الديمقراطيون الليبراليون البريطانيون على نفس المفهوم لاقتراح «التحوّل الضريبي الأخضر».